# Capela de Nossa Senhora de Lurdes (São Mateus da Calheta)
A Capela de Nossa Senhora de Lurdes é uma Capela que se localiza na freguesia de São Mateus da Calheta, concelho de Angra do Heroísmo, ilha Terceira, arquipélago dos Açores, Portugal.
Este templo encontra-se inserido no Palacete Merens de Távora.